# 2900 Happiness
2900 Happiness är en dansk TV-serie från 2007.
2900 Happiness är en dramaserie som spelas in i Danmark och går på TV3 Danmark. Det planeras att spelas in tre säsonger då man spelat in två säsonger och visat båda på TV. Säsong 1 hade 47 avsnitt, säsong 2 hade 47 avsnitt och säsong 3 ska ha 47 avsnitt. Säsong etts avsnitt var 30 minuter långa inklusive reklmapaus och säsong tvås avsnitt var 60 minuter långa. TV3 Sverige köpte in säsong 1 2008 men det blev ingen succé då man efter ett tag flyttade över serien till Webb-Tv:n och man valde att inte köpa in säsong 2. Serien utspelar sig i Hellerup med postnumret 2900 det är därför serien heter 2900 Happiness.

## Rollkaraktärer
Mercedes von Bech
Mercedes är 17 år och är Hellerups egna Paris Hilton. Hon har fått en egen bil och kör med den själv fast hon inte har körkort. Hennes pappa heter Jan-Erik och hennes mamma känner hon själv inte, hon träffar henne i säsong 2. Mercedes öppnar i säsong 1 sin nattklubb 2900 i gamla Tehusets lokaler.
Jan-Erik von Bech
Jan-Erik är Karl-Eriks och Benediktes son. Jan-Erik har en dotter som heter Mercedes och har henne tillsammans med Mercedes mamma Isabell, som de träffar först i säsong 2. Jan-Erik är Hellerups kung, han kör runder med de snyggaste bilarna och bor i ett stort hus med vit fasad. Jan-Erik gifte sig med Maibritt (Majse) 2006.
Karl-Erik von Bech
Karl-Erik är far till Jan-Erik och Jens-Erik von Bech samt farfar till Mercedes von Bech, Jan-Eriks dotter. Karl-Erik är gift med Benedikte. Karl-Erik föddes 1942, han sitter i rullstol sedan 2006 på Jan-Eriks och Majses bröllop då han svimmade av rejält och han väljer en ny VD för KE Invest och det faller på Sten, då alla är övertygade om att det är Jan-Erik.
Benedikte von Bech
Född 1948 och är gift med Karl-Erik. Tillsammans med Karl-Erik har hon deras söner Jan-Erik och Jens-Erik. Benedikte jobbar på PR Celeb Event. Benedikte är farmor till Mercedes. Benedikte vill att Jan-Erik ska bli VD för KE Invest, inte Jens-Erik för honom har hon inget förtroende för men när det blir Sten blir det en stor överraskning.
Jens-Erik von Bech
Jens-Erik föddes 1973 och är son till Karl-Erik och Benedikte von Bech. Jens-Erik leder byns Fitnesscentrum som heter Wellness. Jens-Erik är bror till Jan-Erik och farbror till Mercedes. Han vill gärna bli så som de andra i familjen men saknar förtroende av sin mor och far.
Maibritt Skovgaard
Maibritt, kallad Majse föddes 1977 och gifte sig 2006 med Jan-Erik von Bech och heter sedan dess Maibritt von Bech (tidigare Maibritt Skoovgard). Maibritt beslutar sig i säsong 1 för att öppna Tehuset i Hellerup men är tvungen att senare lägga ner det i samma säsong. Majse har bara en dröm och det är att få egna barn, men det vill inte Jan-Erik.
Sten Skovgaard
Sten föddes 1964 och är gift med Hanne och tillsammans med Hanne har han dottern Freja. Han är advokat men får senare bli VD för KE Invest. Han är storebror till Maibritt och Charlotte Skoovgard. Han och hans familj flyttar från Holbäk i säsong 1, avsnitt 2.
Charlotte Skovgaard
Charlotte föddes 1967 och är journalist. Charlotte är journalist och vill absoulut inte ha barn men i säsong 1 så blir hon gravid då hon vill adoptera bort barnet till Maibritt, som vill ha barn. Charlotte är lillasyster till Sten och storasyster till Maibritt. 
Hanne Skovgaard
Hanne föddes 1969 vid namn Hanne Nielsen men gifte sig med Sten Skoovgard, okänt vilket år. Tillsammans med Sten har hon dottern Freja. Hanne har i början av säsong 1 gått klart sin psykologiutbildning och blir psykologterapeft hemma. Men när Simons mamma tog livet av sig så sluta hon som psykolog hemma och blev psykolog istället i lokaler hos Wellness.
Freja Skovgaard
Freja föddes 1991 och är dotter till Hanne och Sten Skoovgard. När de är och tittar på ett hus i Hellerup så vill hon inte flytta men då hon träffar den charmiga Simon så bestämmer hon sig för att hon vill flytta till Hellerup. Freja blir tidigt i säsong 1 tillsammans med Simon, som är 5 år äldre än hon själv.
Simon Henriksen
Simon Henriksen föddes 1986 och har nästan hela sin barndom bott hos sin farmor i det hus som Freja flyttar in i. Simon blir tidigt i säsong 1 tillsammans med Freja, som är fem år yngre än han själv. Simon jobbar med musik och har ett eget band som Mercedes sedan får bli Manager för när de spelar nästan alla sina spelningar på nattklubben 2900.
Isabel
Isabel är Mercedes mamma och de träffas först i säsong 2 och hon har inte träffat sitt barn Mercedes på många många år. Isabel föddes 1970. Isabel har saknat Mercedes något fruktansvärt och vill så gärna träffa Mercedes, men vill Mercedes det?

## Miljöer
Tehuset
Tehuset drevs och öppnades av Maibritt von Bech man la ner kvickt igen. Tehuset var ett café som specificerat sig på olika tesorter och kaffesorter. Tehusets lokaler blev senare nattklubben 2900.
Nattklubben 2900
2900 drevs och öppnades av Mercedes von Bech och finns fortfarande kvar. Idén var att det skulle vara livemusik men Jan-Erik och Sten var inte glada för idén men den gick ändå igenom. 2900 öppnades i Tehusets gamla lokaler..
Wellness
Wellness är fitnesscentrumet i Hellerup som öppnades och leds av Jens-Erik von Bech. Hit kommer alla i byn som vill träna. Wellness hur även ut en del lokaler såsom ett rum till Simon som han bo i när hans farmor flyttade från huset som Freja bor i och när Hanne har sin psykologilokal i ett rum på Wellness.
KE Invest
KE Invest är det stora företaget i Hellerup och startades av Karl-Erik men sedan Karl-Erik blev sjuk så fick Sten ta över men det blev inte så populärt inom familjen. KE Invest äger de flesta lägenheter och lokaler i Hellerup.

## Familjer
von Bech
Familjen von Bech är Hellerups kungafamilj, de har råd med allt och kör runder med de dyraste bilarna och kläderna. De äger även mycket i Hellerup. Familjen består av Jens-Erik, Jan-Erik, Mercedes, Maibritt, Karl-Erik och Benediktte.
Skovgaard
Familjen Skovgaard består av Sten, Charlotte, Freja och Hanne, Maibritt tillhör familjen men heter numera von Bech. Sten är advokat och blir VD för KE Invest, Charlotte är Journalist, Freja är gymnasieelev och Hanne är psykolg. Maibritt var tidigare modell. Hanne föddes med namnet Nielsen.
Henriksen
Familjen Henriksen består bara av Simon eftersom hans mamma har dött, men familjen består delvis av hans pappa.
Nielsen
Hanne hette tidigare Nielsen men heter numera Skovgaard.

## Skådespelare
- Christiane Schaumburg-Muller - Mercedes von Bech
- Kjeld Nörgaard - Karl-Erik von Bech
- Malene Schwartz - Benedikte von Bech
- Peter Reichardt - Jan-Erik von Bech
- Sofie Lassen-Kahlke - Maibritt von Bech
- Pelle Hvenegaard - Jens-Erik von Bech
- Jesper Lohmann - Sten Skovgaard
- Susanne Storm - Hanne Skovgaard
- Mia Nielsen-Jexen - Freja Skovgaard
- Sören Bergendal - Simon Henriksen
- Maibritt Saerens - Charlotte Skovgaard